# Liste des dirigeants actuels des provinces de l'Équateur
 (2021).
Cette page dresse la liste des dirigeants des 24 provinces de l’Équateur (le gouverneur est le représentant nommé de l’État ; le préfet du gouvernement provincial [ci-dessous dénommé « préfet »] est un élu local).

## Dirigeants des provinces
| Province                       | Statut                                             | Nom                           | Depuis (le)     |
| ------------------------------ | -------------------------------------------------- | ----------------------------- | --------------- |
| Azuay                          | Gouverneur                                         | María Agusta Muñoz            | Décembre 2016   |
| Azuay                          | Préfet                                             | Paúl Carrasco                 | 5 janvier 2005  |
| Bolívar                        | Gouverneur                                         | Fafo Gavilanez Camacho        | 2013            |
| Bolívar                        | Préfet                                             | Vinicio Coloma                | 15 mai 2014     |
| Cañar                          | Gouverneur                                         | Juan Cárdenas Espinoza        | 2 juillet 2014  |
| Cañar                          | Préfet                                             | Santiago Correa Padrón        | Août 2009       |
| Carchi                         | Gouverneur                                         | Diego Landázuri               | 2 juillet 2014  |
| Carchi                         | Préfet                                             | Guillermo Herrera             | 23 février 2014 |
| Chimborazo                     | Gouverneur                                         | Hermuy Calle Verzozi          | 28 octobre 2011 |
| Chimborazo                     | Préfet                                             | Mariano Curicama              | 5 janvier 2005  |
| Cotopaxi                       | Gouverneur                                         | Milton Fernando Suárez Granja | 12 avril 2012   |
| Cotopaxi                       | Préfet                                             | Jorge Guamán                  | Mai 2014        |
| El Oro                         | Gouverneur                                         | Carlos Víctor Zambrano Landín | 5 novembre 2014 |
| El Oro                         | Préfet                                             | Esteban Quirola               | 2014            |
| Esmeraldas                     | Gouverneur                                         | Gabriel Rivera                | Août 2016       |
| Esmeraldas                     | Préfet                                             | Lucía Sosa                    | 23 février 2014 |
| Galápagos                      | Gouverneur et président du conseil de gouvernement | Eliécer Cruz                  | 29 avril 2015   |
| Guayas                         | Gouverneur                                         | Luis Monge                    | Novembre 2016   |
| Guayas                         | Préfet                                             | Jimmy Jairala                 | 31 juillet 2009 |
| Imbabura                       | Gouverneur                                         | Jorge Martínez                | 2016            |
| Imbabura                       | Préfet                                             | Pablo Jurado                  | 2014            |
| Loja                           | Gouverneur                                         | Johanna Ortiz Villavicencio   | 6 novembre 2014 |
| Loja                           | Préfet                                             | Rafael Dávila                 | 2014            |
| Los Ríos                       | Gouverneur                                         | Kharla Chávez                 | 12 mars 2015    |
| Los Ríos                       | Préfet                                             | Marco Troya                   | 2009            |
| Manabí                         | Gouverneur                                         | Susana Dueñas                 | 14 février 2012 |
| Manabí                         | Préfet                                             | Mariano Zambrano              | Janvier 2005    |
| Morona-Santiago                | Gouverneur                                         | Rodrigo López Bermeo          | 15 octobre 2013 |
| Morona-Santiago                | Préfet                                             | Marcelino Chumpi              | Mai 2009        |
| Napo                           | Gouverneur                                         | Campo Elías Rosales Jimenes   | 12 août 2013    |
| Napo                           | Préfet                                             | Sergio Chacón Padilla         | 2009            |
| Orellana                       | Gouverneur                                         | Mónica Guevara                | 2015            |
| Orellana                       | Préfet                                             | Guadalupe Llori               | 2009            |
| Pastaza                        | Gouverneur                                         | Martín Quito                  | 6 novembre 2014 |
| Pastaza                        | Préfet                                             | Antonio Kubes                 | Mai 2014        |
| Pichincha                      | Préfet                                             | Gustavo Baroja Narváez        | Juillet 2006    |
| Santa Elena                    | Gouverneur                                         | Erick López Zeballos          | 7 août 2015     |
| Santa Elena                    | Préfet                                             | Patricio Cisneros             | 2009            |
| Santo Domingo de los Tsáchilas | Gouverneur                                         | Doris Merino Figueroa         | 2 juillet 2014  |
| Santo Domingo de los Tsáchilas | Préfet                                             | Geovanny Benítez              | 2008            |
| Sucumbíos                      | Gouverneur                                         | Yofre Poma                    | 2 juillet 2014  |
| Sucumbíos                      | Préfet                                             | Guido Vargas                  | 15 mai 2014     |
| Tungurahua                     | Gouverneur                                         | Juan DeHowitt Holguín         | 8 mars 2017     |
| Tungurahua                     | Préfet                                             | Fernando Naranjo              | Août 2000       |
| Zamora-Chinchipe               | Gouverneur                                         | Arturo Dávila Gomez           | 7 août 2015     |
| Zamora-Chinchipe               | Préfet                                             | Salvador Quishpe              | 2009            |

## Note(s)
1. ↑  Depuis 2009, la province n’a plus de préfet.
2. ↑  Précédemment, gouverneur du 9 août 2007 au 18 septembre 2008.
3. ↑  Du fait que la province de Pichincha abrite la capitale nationale, le poste de gouverneur n’existe pas.